# Условие Вейерштрасса — Эрдманна
Условие Вейерштрасса-Эрдмана — математический результат из вариационного исчисления, определяющий достаточные условия для ломаных экстремалей (т.е. для экстремалей, гладких всюду за исключением  конечного числа "изломов").

## Условия
Условия на изломе Вейерштрасса-Эрдманна предусматривают, что ломаная экстремаль {\displaystyle y(x)} функционала {\displaystyle J=\int \limits _{a}^{b}f(x,y,y')\,dx} удовлетворяет следующим двум соотношениям непрерывности на каждом изломе {\displaystyle c\in [a,b]}:
1. {\displaystyle \left.{\frac {\partial f}{\partial y'}}\right|_{x=c-0}=\left.{\frac {\partial f}{\partial y'}}\right|_{x=c+0}}
2. {\displaystyle \left.\left(f-y'{\frac {\partial f}{\partial y'}}\right)\right|_{x=c-0}=\left.\left(f-y'{\frac {\partial f}{\partial y'}}\right)\right|_{x=c+0}}.

## Приложения
Условие позволяет доказать, что на рассматриваемой экстремали имеется излом. Результат имеет многочисленные приложения в дифференциальной геометрии. В теории эллиптических функций Вейерштрасса этот результат зачастую полезен для отыскания изломов на кривых. Аналогично условие позволяет найти минимизирующую кривую указанного интеграла.